# Stema Vaticanului

Statul Vatican

Stema Vaticanului este, alături de Steagul Vaticanului, simbolul heraldic al Sfântului Scaun.

Sfântul Scaun

## Simbolistică
- Cheile încrucișate simbolizează cheile Sfântului Petru.

- Cheile sunt din aur și argint pentru a reprezenta cheile cerului și ale pământului.

- Coroana triplă (Tiara papală) reprezintă cele trei funcții ale papilor ca "păstor suprem", "învățător suprem" și "episcop suprem".

- Crucea aurie din jurul celor trei coroane simbolizează crucificarea lui Isus.